# Humberto Mauro
Humberto Duarte Mauro (* 30. April 1897 in Volta Grande, Minas Gerais; † 5. November 1983 ebenda) war ein brasilianischer Filmregisseur.

## Leben
Humberto Duarte Mauro wurde als Sohn eines italienischen Einwanderers und einer Einheimischen geboren. Nach seiner Schulzeit in Belo Horizonte lebte er bei seinen Eltern in der Stadt Cataguases. Er verdiente sich Geld mit der Installation von Elektrik in örtlichen Farmen. Von 1916 bis 1920 war er als Elektriker in Rio de Janeiro tätig, wo er seine Frau Dona Bebê (Maria Vilela de Almeida) kennenlernte und heiratete. Sein Interesse für die Fotografie brachte Mauro 1923, als er eine Kodak-Kamera kaufte, mit dem Fotografen Pedro Cornello zusammen. Aufgrund ihrer gemeinsamen Leidenschaft für das Kino erwarben sie 1925 eine 9,5-mm-Heimkamera von Pathé und drehten damit eine 5-minütige Abenteuerkomödie. Nach Vorführung des Films konnten sie den örtlichen Händler Homero Cortes Domingues zur Investition in Filmequipment gewinnen und kauften eine 35-mm-Kamera und hunderte Meter Filmmaterial. Ihr erstes professionelles Projekt blieb unvollendet, doch im selben Jahr erhielten sie zusätzliche Unterstützung vom Geschäftsmann Agenor Cortes de Barros und gründeten die Filmproduktionsgesellschaft Phebo Sul America Film in Cataguases. Mauros erster Spielfilm war Na Primavera da Vida (1926), in dem Cornellos Tochter Eva Nil die Hauptrolle übernahm. Humberto Mauro führte seit diesem Beginn seiner Karriere nicht nur Regie, sondern war auch häufig am Drehbuch, der Ausstattung und Beleuchtung seiner Filme beteiligt und trat in kleinen Rollen auf oder stand selbst hinter der Kamera.
Sein zweiter Spielfilm Thesouro Perdido (1927), in dem unter anderem Mauros Frau unter dem Pseudonym Lola Lys ihren einzigen Filmauftritt hatte, wurde nach erfolgreichen Vorführungen in Rio de Janeiro als bester brasilianischer Film des Jahres ausgezeichnet. Die melodramatische Abenteuergeschichte war am Stil US-amerikanischer Produktionen der Zeit angelehnt. Der Erfolg des Films brachte neue Unterstützer und Mauros Gesellschaft wurde erweitert und in Phebo Brazil Film umbenannt. Mit dem nächsten Film Braza Dormida, einem Eifersuchtsdrama um die Tochter eines Zuckermühlenbesitzers, entwickelte Mauro seine Fähigkeit zum kinematografischen Ausdruck von Emotion und Spannung weiter. Kameramann Edgar Brazil drehte symbolbeladene Szenen vor naturalistischem Hintergrund, nutzte Close-up und die Möglichkeiten des Filmschnitts. Braza Dormida hatte 1929 Premiere, wurde durch Universal Pictures in Brasilien vertrieben und war mit seinen Hauptdarstellern Luiz Soroa und Nita Ney kommerziell sehr erfolgreich. Mauros letzter Film für Phebo erschien im selben Jahr: Sangue Mineiro, eine Dreiecksliebesgeschichte um die Hauptdarstellerin und Koproduzentin Carmen Santos, gilt wegen seiner beweglichen Kamera und natürlicher Landschaft sowie seiner figurenbezogenen Erzählweise bereits als künstlerisch ausgereiftes Werk Mauros.
Trotz seiner Erfolge für die Gesellschaft Phebo hatte diese nicht die finanziellen Mittel, ihre Technologie auf die Erfordernisse des aufkommenden Tonfilms umzustellen. Mauro ging nach Rio de Janeiro zur neu gegründeten Filmgesellschaft Cinédia des Produzenten Adhemar Gonzaga und drehte dort 1930 Lábios sem Beijos, seinen letzten Stummfilm, mit Lelita Rosa und Paulo Morano in den Hauptrollen. Der Film ist eine romantische Komödie um die Beziehung einer reichen, jungen Frau und eines armen „Don Juan“. Die Zeitschrift „Jornal do Brasil“ wählte ihn zum besten brasilianischen Film des Jahres 1930.
Nachdem Mauro für Octavio Gabus Mendes’ Film Mulher (1931) als Kameramann tätig gewesen war und darin auch eine kleine Schauspielrolle übernommen hatte, begann er Ende 1931 mit der Produktion von Ganga bruta nach einer Geschichte von Mendes. Der 1933 vollendete Film gilt als qualitativ bester im Gesamtwerk Mauros und als einer der besten brasilianischen Filme. Er drehte ihn stumm und fügte im Nachhinein aufgenommenen Ton und Dialoge hinzu, geschriebene Dialoge sind teilweise im Filmbild integriert. Hauptfigur des Films ist der reiche Ingenieur Dr. Marcos, der seine Frau in der Hochzeitsnacht aus Eifersucht wegen deren Untreue tötete. Marcos verliebt sich nach seiner Freilassung in die junge Sonia, die jedoch bereits mit einem anderen Mann verlobt ist. Zwischen beiden entwickelt sich eine Affäre. Als Sonias Verlobter davon erfährt, ist er außer sich und konfrontiert Marcos in einem Kampf, bei dem er zu Tode kommt. Marcos heiratet Sonia. Bei seiner Veröffentlichung blieb der Film von Publikum und Kritik unbeachtete. Wie bereits zwei Jahre zuvor Mário Peixotos Limite war Ganga Bruta mit seinen erzähl- und filmtechnischen Innovationen unverstanden und seiner Zeit voraus, erst mehr als zwei Jahrzehnte später wurde er als Meisterwerk erkannt.
Mauros letzter Film für Cinédia war A Voz do Carnaval, ein großangelegtes Karneval-Musical. Es entstand in Koregie mit Adhemar Gonzaga und zeigt neben vielen anderen Künstlern auch die Sängerin Carmen Miranda in ihrem ersten Filmauftritt. 1934 ging er zu Brasil Vita Filme, dem Studio von Carmen Santos, und drehte dort einige Dokumentarfilme und die beiden Spielfilme Favela dos Meus Amores (1935) und Cidade Mulher (1936) mit Santos in der Hauptrolle.
1936 folgte Mauro dem Ruf Edgar Roquette-Pintos ins neu gegründete Instituto de Nacional do Cinema Educativo (INCE) und drehte dort in den nächsten Jahrzehnten insgesamt 357 kurze Lehrfilme und Wissenschaftsfilme. Während seiner Zeit beim I.N.C.E. entstanden unter seiner Regie nur noch drei Spielfilme. Für das 1937 entstandene Historienepos O Descobrimento do Brasil über die Reise von Pedro Álvares Cabral nach Südamerika im Jahr 1500 und dessen Entdeckung Brasiliens komponierte der brasilianische Nationalkomponist Heitor Villa-Lobos die Filmmusik. Nach dem romantischen Filmdrama Argila (1940) mit Carmen Santos in der Hauptrolle entstand als letztes Großwerk Mauros O Canto da Saudade (1952). Er drehte es in seinem Heimatort und übernahm selbst eine Hauptrolle. Mauros letzter Dokumentarfilm entstand 1974.
Für Filmemacher des Cinema Novo wie Glauber Rocha und Nelson Pereira dos Santos galt Humberto Mauro als Vorreiter ihrer Filmbewegung. Er arbeitete insbesondere in den 1970er Jahren für Regisseure des neuen brasilianischen Films. Mauro trat in David Neves’ Memória de Helena (1969) auf, schrieb Dialoge für Pereira dos Santos’ Como Era Gostoso o Meu Francês (1971) und Paulo Cesar Saracenis Anchieto, José do Brasil (1978) und war Mitautor von Alex Vianys A Noiva da Cidade (1979).
Mauro war Jurymitglied bei den Filmfestspielen von Venedig 1938.
Seine Enkelin Cláudia Mauro ist Schauspielerin.

## Filmografie
Humberto Mauro führte bei den folgenden Spielfilmen Regie:
- 1926: Na Primavera da Vida
- 1927: Thesouro Perdido
- 1929: Braza Dormida
- 1929: Sangue Mineiro
- 1930: Lábios sem Beijos
- 1933: Ganga bruta
- 1933: A Voz do Carnaval
- 1935: Favela dos Meus Amores
- 1936: Cidade Mulher
- 1937: O Descobrimento do Brasil
- 1940: Argila
- 1952: O Canto da Saudade